# Julio César Sagasta
Julio César Sagasta, né le 13 juillet 1914, est un cavalier argentin de concours complet et de saut d'obstacles.

## Carrière
Aux Jeux olympiques d'été de 1948 à Londres, il termine 18e de l'épreuve individuelle de concours complet.
Il est médaillé d'or du concours complet individuel ainsi que du concours complet par équipe lors des Jeux panaméricains de 1951 à Buenos Aires avec Pedro Mercado et Fernando Urdapilleta.
Aux Jeux olympiques d'été de 1952 à Helsinki, il termine 38e de l'épreuve individuelle de saut d'obstacles et fait partie de l'équipe argentine se classant à la 7e position.